# Crimson Lake Provincial Park
Crimson Lake Provincial Park är en park i Kanada.   Den ligger i provinsen Alberta, i den centrala delen av landet, 2 900 km väster om huvudstaden Ottawa. Crimson Lake Provincial Park ligger 967 meter över havet. Den ligger vid sjön Crimson Lake.
Terrängen runt Crimson Lake Provincial Park är platt. Trakten runt Crimson Lake Provincial Park är nära nog obefolkad, med mindre än två invånare per kvadratkilometer.. Närmaste större samhälle är Rocky Mountain House, 14,3 km sydost om Crimson Lake Provincial Park.
I omgivningarna runt Crimson Lake Provincial Park växer i huvudsak barrskog.